# Мяч (узел)
Мяч в альпинизме — тормозящий временный узел, который завязывают для увеличения трения альпинистской верёвки о край ледниковой трещины и удержания верёвки на месте после срыва участника связки-«двойка» в трещину. Также узел позволяет снизить нагрузку на страхующего. В связке-«двойка» наличие узлов «мяч» значительно облегчает удержание сорвавшегося напарника и создание страховочной станции. Узлы «мяч» — часть системы в связке-«двойка», которая позволяет сорвавшемуся вылезти из трещины, а страхующему — перенести нагрузку на страховочную станцию и помочь сорвавшемуся.

## Способ завязывания
Пара альпинистов связывают себя верёвкой так, чтобы расстояние между ними было 7—10 метров. Между двумя альпинистами на верёвке через каждые 1.5—2 метра завязывают узлы «мяч». Каждый из участников связки-«двойка» завязывает репшнуром пару схватывающих узлов аварийной системы к своему отдельному карабину на основной верёвке.
1. Завязать восьмёрку на середине верёвки с более длинной петлёй.
2. Обернуть петлю вокруг узла и вдеть в узел.
3. Затянуть.

Применение
- В альпинизме применяют для создания трения верёвки о край трещины и снижения нагрузки на страхующего, позволяя создать страхующую станцию, вывязаться из связки и оказать помощь сорвавшемуся